# 戈罗然卡农村居民点
戈罗然卡农村居民点（俄语：Горожанское сельское поселение）是俄罗斯联邦沃罗涅日州拉蒙区所属的一个农村居民点。其下辖有6个居民点，行政中心为博格达诺沃。据2016年统计，该农村居民点的人口为1966人。